# Saburō Kurusu
Saburō Kurusu (来栖 三郎?, Kurusu Saburō; Yokohama, 6 marzo 1886 – 7 aprile 1954) è stato un diplomatico giapponese.

## Biografia
Saburō Kurusu nacque nella prefettura di Kanagawa. Si laureò all'Istituto commerciale di Tokyo (oggi Università Hitotsubashi) nel 1909. L'anno seguente entrò nel servizio diplomatico e, nel 1914, si recò per la prima volta negli Stati Uniti per ricoprire l'incarico di console del Giappone a Chicago. 
Durante la sua permanenza nella città, durata sei anni, Kurusu si sposò con Alice Jay Little dalla quale ebbe tre figli. Il figlio Ryō e la figlia Jaye nacquero negli Stati Uniti mentre una seconda figlia, Teruko Pia, nacque invece in Italia nel 1926. Entrambe le figlie si sposarono poi con cittadini statunitensi e si stabilirono in quel paese. Il figlio Ryō raggiunse il grado di capitano nelle forze armate giapponesi e perse la vita in un incidente avvenuto nel 1945. Dopo la morte di Saburō Alice Kurusu adottò una ragazza.
La carriera diplomatica di Kurusu proseguì con incarichi in Cile, Italia e Perù. Nel 1930, in qualità di console giapponese a Lima, tentò di disinnescare un'ondata di violenze anti-giapponesi promuovendo l'insediamento degli immigrati nipponici in ambienti rurali come alternativa alla capitale, dove le tensioni razziali erano più forti.

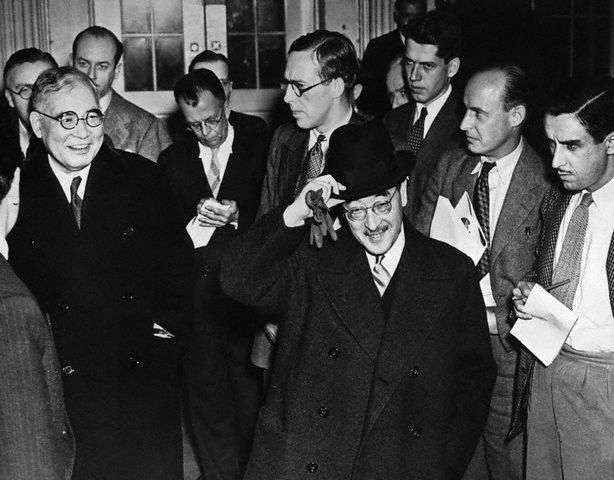
L'ambasciatore giapponese ammiraglio Nomura (a sinistra) e Saburō Kurusu (in qualità di inviato speciale) dopo un incontro con il presidente Roosevelt alla Casa Bianca (27 novembre 1941).

La notorietà di Kurusu è però soprattutto legata al fatto di avre sottoscritto il Patto tripartito a Berlino (dove fu ambasciatore del Giappone dal 1939 al 1941).
Fu inoltre l'inviato incaricato ufficialmente di negoziare la pace con gli Stati Uniti d'America nel periodo in cui il Giappone preparava segretamente l'attacco di Pearl Harbor.
Dopo lo scoppio delle ostilità Kurusu fu internato negli Stati Uniti a Hot Springs (Virginia), fino a quando Stati Uniti e Giappone raggiunsero un accordo sullo scambio del personale diplomatico detenuto nei rispettivi paesi. Nel giugno del 1942 Kurusu raggiunse il Mozambico via mare e, di qui, fece ritorno in Giappone.  Dopo la vittoria degli alleati il tribunale militare americano non lo ritenne perseguibile. Nel dopoguerra Kurusu insegnò alla Università di Tokyo e visse a Karuizawa con sua moglie Alice; morì all'età di 68 anni.